# James Frederick Sangala
Pour les articles homonymes, voir Sangala.
James Frederick Sangala est un homme politique malawite, fondateur du Nyasaland African Congress avec Levi Zililo Mumba, en 1943, à l'époque de l'Empire britannique. Il est surnommé Pyagusi, « le persévérant ».
James Sangala naît dans un village des hautes-terres de ce qui est aujourd'hui le Malawi, près de la mission presbytérienne de Domasi, en 1900, quelque temps après que les Britanniques aient établi le British Central Africa Protectorate. Il obtient le standard VI (à peu près le niveau de 4° en France) à l'école de Blantyre vers 1921 puis, durant les cinq années qui suivent, il enseigne à Domasi. Il travaille ensuite, dans les années 1930, pour divers entrepreneurs, gagnant entre 30 et 75 shillings par mois en tant que commis, comptable et contremaître. De 1930 à 1942, il occupe, dans l'administration coloniale, des postes de secrétaire de commissaires provinciaux ou de district. En 1942, il devient interprète auprès de la Haute-cour. Il part alors à la retraite pour gagner sa vie dans une briqueterie.
En 1930, il devient un dirigeant du mouvement des associations autochtones du Nyassaland, encourageant la formation d'associations locales. En 1943, il est cofondateur et secrétaire exécutif du Nyasaland African Congress (NAC) qui cherche à porter la voix des associations locales et milite pour que les Africains disposent de plus de droits. De 1954 à 1956, il est président du NAC, mais il est poussé à la démission pour laisser la voie aux membres plus radicaux qui réclament l'indépendance. En dépit de son positionnement modéré, il est plusieurs fois emprisonné pour ses activités militantes durant les années 1950. Devenu Malawi Congress Party en 1959, le parti gagne la totalité des sièges aux élections de 1961 et conduit le pays à l'auto-détermination puis à l'indépendance, en 1964, sous le nom de Malawi.

## Biographie
Il naît vers 1900 à Naisi (en), près de la ville de Zomba, dans les hautes-terres de ce qui est aujourd'hui le Malawi. Zomba est la résidence du gouverneur colonial et le centre administratif du British Central Africa Protectorate, renommé Nyassaland en 1907. Il est issu de l'ethnie Mang'anja. Sa mère est herboriste, spécialisée dans le traitement de la trichomoniase. James Sangala suit ses études à l'école primaire de la mission de Zomba puis à la mission de Blantyre à Domasi. Il obtient la qualification d'enseignant et enseigne en école primaire jusqu'en 1927.

## Carrière professionnelle

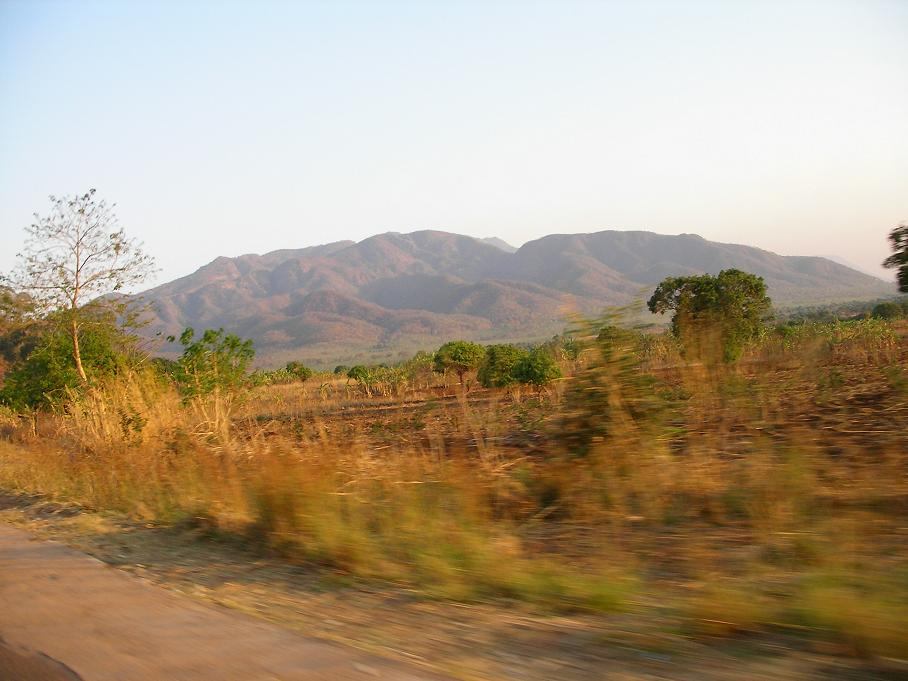
Vue du plateau de Zomba, au nord de la ville du même nom.

À la recherche de meilleurs revenus, James Sangala travaille pour la Limbe Trading Company en 1927, puis comme acheteur de coton pour la British Cotton Growing Association (BGGA) puis enfin comme comptable pour M.G. Dharap, un homme d'affaires Indien de Limbe. En mars 1928, il travaille pour l'African Lakes Corporation puis, en mai 1929, revient à la BGGA en tant que chef de service.
Insatisfait des conditions de travail des Africains dans les entreprises privées, James Sangala rejoint le service public en avril 1930, au bureau du commissaire provincial à Blantyre ; il y travaille, ainsi que pour le bureau des affaires médicales de Blantyre, jusqu'en juillet 1942, en tant qu'assistant du commissaire. En juillet 1942, il rejoint le département juridique de l'administration en tant qu'interprète. Il est muté au bureau du district de Dedza en 1944, à cause, dira-t-il, de ses activités politiques. En 1947, il revient au bureau du district de Blantyre, mais prend sa retraite au début des années 1950 afin d'avoir plus de temps à consacrer à la politique ; il perçoit une petite pension du gouvernement, mais sa principale source de revenus vient de son activité à la tête d'une briqueterie.

## Associations
La North Nyasa Native Association est créée en 1912, rapidement suivie de plusieurs autres associations du même type au début du XXe siècle ; elles accueillent essentiellement des membres des élites éduquées : professeurs, dirigeants ecclésiastiques, fonctionnaires… Les associations veulent faire entendre leurs voix auprès de l'administration, dans le domaine de l'économie et sur les autres sujets. Elles rencontrent des résistances de la part des dirigeants tribaux mais l'administration coloniale les encourage plutôt. Elles sont fondées sur des fondements géographiques plutôt qu'ethniques. Les réunions internes se déroulent souvent avec la participation des dirigeants d'autres associations, facilitant ainsi l'échange de point de vue et le partage des approches. James Frederick Sangala, à Blantyre et Levi Mumba pour le reste du pays, deviennent les dirigeants du mouvement associatif au Nyassaland durant les années 1930. Ils sont tous les deux d'accord sur l'importance de l'unité des ressortissants du Nyassaland (les Nyasas) et sur les vertus d'une société civile démocratique.
Durant les années 1930, les colons blancs de la Rhodésie du Sud (aujourd'hui Zimbabwe) et de la Rhodésie du Nord (devenue Zambie) militent pour l'unification des deux colonies et veulent y inclure le Nyassaland, considéré comme le réservoir d'une main-d'œuvre susceptible d'être attirée par l'Afrique du Sud. Les Nyasas sont opposés à ce projet, considérant les Rhodésie comme des territoires « de Blancs » et préférant les droits civiques plus importants dont ils bénéficient au Nyassaland. Dès 1935, la Blantyre Native Association, dirigée par James Sangala, appelle à une réunion des dirigeants Africains à l'occasion de laquelle ils sont invités à signer une pétition s'opposant à cette fusion. La réponse officielle au questionnement de l'administration coloniale sur ce sujet est rédigée par Levi Mumba.

## Nyasaland African Congress, 1943–1953

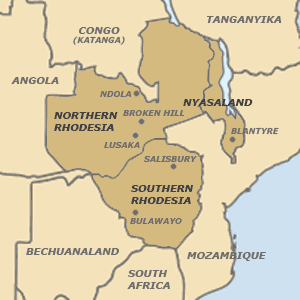
Carte du territoire de la Fédération de Rhodésie et du Nyassaland.

Le Nyasaland Educated African Council émerge en 1943 sous l'impulsion des dirigeants associatifs, appelant à un mouvement rapide vers l'auto-détermination. Quelques mois après, le mouvement est renommé Nyasaland African Congress (NAC) à la demande de James Sangala, qui ne veut pas que le mouvement soit réservé à une élite éduquée. Il en est le secrétaire exécutif à la suite de la réunion de mai 1944 à l'occasion de laquelle l'existence du mouvement est rendue publique. Il ne peut se rendre au congrès inaugural d'octobre 1944, à l'occasion duquel Levi Zililo Mumba est élu président-général, car il avait été muté à Dedza, dans la province centrale, mais il est élu au comité central. Sangala, Mumba et les autres dirigeant veulent que le NAC devienne le « porte-voix des Africains » en coopérant avec le gouvernement et les instances coloniales « de toutes les manières nécessaires pour accélérer les progrès du Nyassaland ». James Sangala exhorte le congrès à se battre pour la liberté, tout en précisant soigneusement auprès des autorités coloniales qu'il ne s'agit pas d'un appel au conflit armé. Il explique au commissaire du district, Eric Barnes, qu'il préconise des manifestations pacifiques contre des pratiques telles que le couvre-feu et les laissez-passer qui font des Africains une race subordonnée. James Sangala n'est pas toujours cohérent ; en 1949, il accepte un poste de membre du conseil des scouts du protectorat ; quoiqu'en principe ouverte à toutes les races, dans les faits, cette organisation séparent les enfants Européens des enfants Indiens et Africains.
Le NAC veut devenir une organisation globale de coordination des associations autochtones et des autres mouvements représentant les indigènes du protectorat. James Sangala assure que tous les groupes auront un siège au comité exécutif. L'organisation n'est cependant pas très puissante. Lorsqu'un comité spécial, auquel participe Sangala, recommande d'accepter la proposition d'Hastings Banda, selon laquelle le NAC devrait avoir un secrétaire payé à plein temps, la proposition est nettement rejetée, sans doute en raison de la suspicion quant aux motivations d'Hastings Banda.
En 1950, le NAC est en plein désordre ; le président Charles Matinga est forcé à la démission pour mauvais usage des fonds. James Sangala s'efforce de réorganiser le mouvement, tenant une importante réunion en août 1950, à Mzimba, à l'occasion de laquelle James Chinyama est élu président et Sangala vice-président. Jusqu'au début des années 1950, James Sangala et d'autres, tel Hastings Banda, proposent que le Nyassaland évolue vers l'auto-détermination tout en restant sous l'autorité du British Colonial Office, le ministère britannique des colonies. Mais, en 1953, les Britanniques mettent en place la Fédération de Rhodésie et du Nyassaland dans laquelle les Européens tiennent une position dominante, abandonnant le principe antérieur de partenariat entre les peuples ; c'est, aux yeux du NAC, une trahison. Des protestations inorganisées s'ensuivent, fermement réprimées, à l'issue desquelles on compte onze Africains morts. James Sangala est arrêté en septembre 1953, mais il est relâché le mois suivant, lorsque le ministère public abandonne les charges à son encontre.

## Président du Nyasaland African Congress, 1954–1956
En janvier 1954, James Sangala est élu président du NAC. Quoique continuant à prôner la désobéissance civile, il accepte la décision de deux membres du parti de se présenter aux élections pour les deux sièges réservés aux Nyasas au parlement fédéral. Cette position ambiguë est rejetée par des membres du parti opposés à toute participation au gouvernement. Quelques-uns se retirent ou sont exclus. D'autres, restés dans le parti, tentent un coup de force en 1955, appelant à l'exclusion des deux parlementaires et demandant que le NAC œuvre pour une sécession de la fédération et pour un gouvernement autonome. Ils sont poussés à la démission, mais restent politiquement influents.
James Sangala assiste consciencieusement aux réunions du comité, mais il est handicapé par le fait de devoir s'occuper de ses affaires commerciales, qui le rendent parfois indisponible. En mars 1956, il annonce que, pour des raisons de santé, il ne peut plus conserver le poste de président du parti. Il continue cependant à presser les dirigeants britanniques pour qu'ils acceptent le principe d'une représentation démocratique au conseil législatif. En mai 1956, il est jugé pour sédition, inculpé d'avoir chargé Thamar Dillon Thomas Banda, le secrétaire-général du mouvement, de remettre une publication séditieuse au rédacteur en chef du Nyasaland Times. Cette accusation fait l'objet d'une question à la Chambre des communes du Royaume-Uni.
En janvier 1957, James Sangala est contraint à la démission, remplacé par Thamar Dillon Thomas Banda. Le NAC est interdit par les autorités coloniales en 1959 ; le Malawi Congress Party (MCP), dirigé depuis sa prison par Hastings Banda, lui succède. Les Britanniques acceptent l'idée que l'indépendance est inévitable. Hastings Banda est libéré en 1960 et autorisé à préparer les élections. À ce moment, James Sangala et la vieille garde du NAC tombent dans l'oubli et on n'en entend plus parler. En 1961 le MCP emporte largement les premières élections au suffrage universel et, en 1963, la colonie obtient son auto-détermination puis accède à l'indépendance, sous le nom de Malawi, en 1964.
Le petit-fils de James Sangala, Aaron Sangala, est nommé ministre des affaires intérieures et de la sécurité publique en mai 2009.

## Personnalité
Sangala a été décrit par W.L. Jennings, greffier de la Haute-cour à Blantyre, comme un homme « particulier » mais « charmant » dont le leitmotiv était « lutter pour la liberté et la paix de tous ». Certains critiques dirent qu'il était autocratique, mais d'autres pensaient qu'il était trop mou. Il n'était pas intéressé par la publicité et évitait les conflits, préférant travailler dans les coulisses, mais il était ferme dans les situations de crise. Dans un entretien, en août 1961, il déclare : « mon but premier était de faire des choses [qui puissent] rendre les gens heureux. En raison de cela, je ne crains pas de parler à qui que ce soit en lui tenant des propos de vérité et cela ne plaît pas à mes amis qui suggèrent que je suis une personne difficile. » James Sangala croyait fermement aux vertus de la dignité et refusait d'accepter l'opinion, commune dans la société coloniale, qui était que les autochtones étaient inférieurs aux Blancs.